# Tenk
Tenk è un comune dell'Ungheria di 1.199 abitanti (dati 2001). È situato nella contea di Heves.